# Стампа, Гаспара
Гаспара Стампа (итал. Gaspara Stampa; 1523 ?, Падуя — 23 апреля 1554, Венеция) — итальянская поэтесса эпохи Возрождения, талантливый музыкант, по некоторым предположениям бывшая куртизанкой, хотя в настоящий момент эта версия считается устаревшей. При жизни популярной писательницей не была, её слава возникла в период романтизма, сегодня же она оценивается как самая значимая и выдающаяся из женщин-писательниц Ренессанса.

## Биография
Родилась в Падуе между 1520 и 1525 годами, возможно, в 1523 году. Дочь купца Бартоломео Стампа, ювелира родом из Милана (прежде биографы считали, что она происходила из аристократической миланской семьи, но архивные исследования последнего века разрушили эту легенду, хотя некоторые продолжают считать, что её отец был отпрыском младшей ветви знатного рода).
Когда Гаспаре было восемь лет, её отец скончался, и её мать Чечилия, венецианка, вернулась в родной город вместе со своими детьми — Гаспарой, Кассандрой и Бальдассаре. Дети обучались литературе, музыке, истории и живописи. Девочки особенно блистали в пении и игре на лютне, возможно благодаря обучению у композитора Туттовале Менона. Также её учителем был композитор Периссоне Камбио, посвятившей ей ряд мадригалов, где он в частности писал, что «ни одна женщина в мире не любит музыку так, как вы, и ни одна не понимает её так, как вы». Гаспара была известна исполнением произведений собственного сочинения под музыкальный аккомпанемент, также она пела произведения Петрарки.
Брат Гаспары учился в университете Падуи и писал стихи, получившие одобрение знаменитых литераторов. Дом семьи Стампа превратился в литературный салон, в котором в 1535—1540 годах гостили многие венецианские писатели, художники и музыканты. Поклонниками Гаспары были представители знати, литераторы и художники. Так, Джироламо Парабоско, поэт и органист собора Св. Марка, включил в свою книгу Lettere amorose произведение, посвящённое Гаспаре. Франческо Сансовино посвятил ей своё переиздание «Амето» Боккаччо, а также несколько собственных произведений, в том числе Ragionamentro (1545), эссе об искусстве любви. Её друзьями был поэт Джованни Делла Каза, Ортенсио Ландо, Варчи, Доменичи, Спероне Сперони и другие. В академическом кружке (Accademia dei Dubbiosi) Стампа использовала псевдоним Анасилла (Anassilla) — в честь нимфы Анассы, который она использовала и в своих стихах.
Смерть брата в 1544 году сильно повлияла на Гаспару, и она решила стать монахиней. Однако после длительного кризиса она вернулась к обычной жизни в Венеции и увлеклась графом Коллатино ди Коллальто, роман с которым продлился три года — 1548—1551 годы. Именно ему посвящена большая часть дошедших до нас 311 её стихотворений. Отношения были разорваны в 1551 году, по-видимому, в результате охлаждения графа, возможно, благодаря его многочисленным отлучкам из Венеции. Гаспара была уничтожена.
Нередко господина моего

Я сравниваю с небом дня и ночи,

Где солнце – лик его, а звезды – очи,

Где в высоте вещает божество

Делийское, где страшен гнев его,

Страшней, чем гром, и град, и снег, и прочий

Укор небес, о нет, мой страх жесточе,

Но небо после бури не мертво!

Весну торопит зелень луговая

В моей душе, когда, лучом дразня,

Росткам велит пробиться он наружу

Но вновь зима вселяет в сердце стужу,

Когда грозит покинуть он меня,

Листву надежд последних обрывая.
Она впала в состояние физической прострации и депрессии, но итогом этого периода стал ряд красивых, умных и страстных стихов, в которых она, наконец, берёт верх над Коллальто — хотя бы для себя. Поэзия, проникнутая мучительной душевной болью, помогла Гаспаре выжить и привела её к славе. Тем не менее, при жизни было опубликовано только три её стихотворения (№ LI, LXX и LXXV, в антологии современной поэзии Il sesto libro delle rime di diversi eccellenti autori, 1553). Особой славой как поэтесса она не пользовалась, хотя, по-видимому, некоторые из её стихов распространялись среди друзей, а к печати, возможно, готовилась книга Откуда в словаре Брокгауза и Эфрона по её адресу взялся эпитет «Сафо своего времени», не ясно. Современниками она превозносилась в основном за свои музыкальные таланты.
После графа Коллальто у Гаспары был ещё один любовник, которому она посвятила несколько своих сонетов, свидетельствующих о новой надежде на счастье в её сердце. Но Гаспаре не удалось восстановить своё душевное равновесие и здоровье, продолжая страдать, она умерла в 31 год. По одним источникам Гаспара покончила жизнь самоубийством; по другим источникам она умерла от внезапной болезни. Также известны версии о том, что будто бы её отравил граф Коллальто, или же она умерла от горя, услышав, что он женился. Последняя версия успешно опровергнута, так как он сочетался браком за три года до смерти своей бывшей любовницы, предпоследняя кажется немотивированной и неправдоподобной.

### Была ли Стампа куртизанкой?
Встречаются и следующие биографические данные: «Становится высокосветской куртизанкой, вращается в изысканном обществе знатных людей, художников, которое ценит её за редкую красоту и способность „очаровывать“ окружающих. Её краткая жизнь свободной раскованной женщины проходит чередой мимолетных и страстных романов, из которой выделяются драматические отношения с графом Коллатино ди Коллальто».
Но всё же возможно, что сведения о том, что она была куртизанкой, являются ошибочными. Критики часто обсуждают этот вопрос. Предположение о том, что она была куртизанкой, впервые озвучил Абделькадер Сальза в своей статье Madonna Gasparina Stampa secondo nuove indagini в 1913 году, и это предположение повлекло за собой обильную полемику.
В отличие от двух других венецианок, куртизанок-поэтесс Вероники Франко и Туллии д’Арагон, о занятиях которых сохранилось множество свидетельств современников и официальных документов (например, налоговых деклараций с указанием занятия), подобных источников о Гаспаре Стампе нет.
Абделькадер Сальза опирается на письмо монахини Анжелы Паоло, с которой Гаспара находилась в переписке, когда умер её брат. В нём монахиня, хотя и призывает Гаспару к жизни в монастыре, тем не менее, несмотря на ощущения Сальзы, не говорит ничего, что могло бы свидетельствовать о том, что её адресат занимается проституцией. Также он цитирует некую анонимную эпиграмму, где Гаспару называют шлюхой. Его выводы в настоящий момент считаются несколько натянутыми. Современные исследователи по большей части склоняются к мысли, что, вращаясь в интеллектуальном кружке ренессансных гуманистов и дискутируя с ними на равных, Гаспара действительно имела среди них любовников, но профессиональной куртизанкой, взимающей со своих посетителей плату, она не являлась, а была, скорее всего, тем, кого называют virtuosa — то есть профессиональной певицей .
По сути, этот вопрос не имеет никакого значения, потому что на её творчестве в любом случае это никак не отразилось. Кроме того, в Венеции, более чем в других итальянских городах, респектабельные незамужние женщины могли проживать самостоятельно. Она музицировала перед смешанной аудиторией, посещала салоны в домах мужчин и вела роман в стихах в открытой форме, что, возможно, говорит о том, что Гаспара была членом полусвета. Но если эта маргинальность и беспокоила её, то в стихах это никак не проявлялось.

## Творчество
После её смерти сестра Гаспары Кассандра выпустила сборник стихов Гаспары «Стихотворения» («Rime», 1554), с посвящением поэту Джованни Делла Каза, архиепископу Беневенто, который был другом обеих сестёр. В сборник вошли 311 сонетов, канцон, секстин. Большая часть произведений посвящена истории любви Гаспары к графу Коллатино ди Коллальто. Её творчество является одним из самых важных комплексов женской поэзии XVI века.
Посмертный сборник не имел успеха. Гаспара Стампа оставалась всего лишь сноской в истории итальянской литературы, пока в 1738 году в Риме граф Антонио Рамбальдо (потомок графа Коллальто) с помощью Луизы Бергалли не выпустил переиздание её стихов. Он нашел первое издание в архивах своей семьи и решился на новое «желая хоть каким-то образом выполнить свой долг перед памятью такой выдающейся поэтессы». Для этого издания он распорядился выгравировать портреты поэтессы и её любовника, своего предка.
Звезда моя сурова. Но, признаться,

Мой граф – суровей. От меня всечасно

Бежит он прочь. Когда ж другие тщаться

Меня пленить, мне это не опасно.

Проклятие – в меня влюбленным страстно!

Я пред надменным жажду преклоняться,

Смиренна – с не желающим смиряться.

Люблю того, кто смотрит безучастно.

В негодованье он меня приводит!

Другие – мир, довольство мне готовят,

Но лишь за ним душа моя стремится.

И все в любви навыворот выходит:

Бесчестье – чести гордо прекословит,

Смиренный – плачет, злобный – веселится.
Это второе издание стало популярным, дав вдобавок почву для роста романтической легенды о Гаспаре, которая циркулировала в Италии следующие два века. По-настоящему творчество Стампы было оценено в эпоху романтизма.
Сборник Гаспары является своего рода дневником: она выражает и радость, и расстройство. Она использует различные типы стихов — сонеты, мадригалы, канцоны, секстины, капитулы. Согласно сонету II, она познакомилась с графом во время Рождества, и это была любовь с первого взгляда. Далее следует время счастья, потом сомнения, разрыв и страдания. Затем идут несколько сонетов, посвящённых новому любовнику. Они не так ярки, как предыдущие, и имеют более приглушённые интонации, но показывают, что новая надежда проникла в её сердце. Предполагают, что своей повествовательной структуре сборник обязан не автору, а её сестре, которая возможно расположила стихи в таком порядке, чтобы они производили должное впечатление.
Её стихия — непосредственные чувства и исповедальность. Основная тема её произведений — история любви к Коллальто. «Они изображают шаг за шагом развитие страсти к возлюбленному, во всех её изменчивых проявлениях, от величайшего счастья до горького отчаяния; они отличаются страстным пафосом». «Поэтесса сравнивала его со всеми богами античного Парнаса, однако не могла и не хотела скрыть его жестокость и непостоянство». «Она была поэтом против собственной воли. Она писала для себя и для него: эти сонеты были всего лишь письмами в их переписке, сжатые и пылкие страницы её личного дневника».
И. Голенищев-Кутузов отмечал, что страстная поэзия Стампы нарушает каноны поэзии Петрарки: вместо недостижимого идеала она обращается к «земной любви и земным страстям». Она используют упрощённую — в образах и лексических формах — традицию Петрарки: «Цитаты из Петрарки в стихах Гаспары Стампа очень многочисленны, но поэтессе не удаётся в полной мере придерживаться необходимой стилистики, и она использует лексику и схемы Петрарки достаточно поверхностно и упрощённо» . Особую ценность её стихам придают непосредственные чувства и исповедальность.

## В культуре
- Simon Vouet (1590—1642) изобразил её в виде Каллиопы в своей картине «Аполлон и музы», Будапешт.
- Jacopo Cabianca. Gaspara Stampa dramma in versi. Пьеса включает следующих персонажей: Гаспару, её сестру, графа Коллатино, Биче Контарини, Лоренца Вениреа и художника Чезарино да Мурано.
- Повесть Диодаты Салуццо Роеро «Гаспара Стампа»[17]
- Немецкий поэт Райнер Мария Рильке упоминает Гаспару в первой из своих «Дуинских элегий», которая часто считается одним из самых великих его произведений: «Ты о Гаспаре Стампе вдоволь передумал? достойный пример, чтобы девушка всякая, от которой любимый ушёл, грезила: стану ль как та, любящая?».
- В начале XX века одна из её знаменитых строк — «жить пылая и не чувствовать боли» («viver ardendo e non sentire il male») изберёт своим жизненным принципом один из автобиографических персонажей Габриэле Д'Аннунцио, Стелио Эффрена, главный герой романа «Огонь» («Il fuoco»), чтобы подчеркнуть своё особенное отношение к жизни.
- Тот же сонет, откуда была взята эта строка, привлёк внимание композитора: Джильберто Боско написал «Dedica» для сопрано, флейты, кларнета и горна (1982).